# アルベルト・レイバ
アルベルト・レイバ（Alberto Leyva, 1996年11月29日 - ）は、メキシコ・ソノラ州シウダ・オブレゴン出身のプロ野球選手（投手）。右投右打。メキシカンリーグのモンクローバ・スティーラーズ所属。

## 経歴
2016年にメキシカンリーグのキンタナロー・タイガースと契約を結び、プロ入り。39試合に登板して1勝0敗1セーブ、防御率1.33、37奪三振を記録した。
2017年は55試合に登板して1勝1敗2セーブ、防御率1.78、46奪三振の成績を残した。
2018年4月28日にモンクローバ・スティーラーズへ移籍した。